# Alfredo Erquicia
Alfredo Erquicia Aranda (Jaén, 24 de octubre de 1897 - Jerez de la Frontera, 22 de octubre de 1978) fue un militar español.

## Biografía
Ingresó en la Academia de Infantería de Toledo en 1913, asciende a teniente en 1918 y es destinado al  Regimiento Asturias nº 31, participó en la guerra del Rif, durante la cual mandó una compañía de la policía indígena marroquí.
Tras el estallido de la Guerra civil se unió al bando sublevado. En los primeros días de la contienda organizó en Sevilla el llamado «Grupo voluntario de Policía Montada», una fuerza auxiliar de vigilancia especializada en la represión de retaguardia de la cual el propio Erquicia sería su comandante. A comienzos de 1937 intervino en la conquista de Málaga al frente de la columna «Antequera-Abdalagís», actuando al norte de la provincia malagueña. Durante el transcurso de la contienda también estaría al mando de la II brigada de la 32.ª División y de la II brigada de la 102.ª División. Posteriormente, tras ascender al rango de coronel, obtuvo el mando de la 22.ª División, que cubría el frente de Córdoba.
Durante la Dictadura franquista continuó su carrera militar, siendo jefe de la infantería divisionaria de las divisiones 23.ª y 22.ª, y posteriormente comandante de la División acorazada «Brunete», con base en Madrid. En 1959, tras ascender al rango de teniente general, fue nombrado capitán general de Canarias. Posteriormente, en 1962 sería nombrado jefe del Ejército español del Norte de África y Gobernador general de las Plazas de soberanía. Pasó a la reserva en 1967.
Falleció en Jerez de la Frontera el 22 de octubre de 1978.

## Condecoraciones
- Gran cruz de la Orden de San Hermenegildo (1947)[13]
- Gran Cruz del Mérito Militar (1949)[14]
- Gran Cruz del Mérito Naval (1966)[15]